# A Coruña
A Coruña (galicijsko: [ɐ koˈɾuɲɐ] ; špansko La Coruña [la koˈɾuɲa] ), neuradno imenovana tudi samo Coruña je mesto in občina Galicije v Španiji. A Coruña je z več kot 400.000 prebivalci v širšem urbanem območju najštevilčnejše mesto v Galiciji, druga najbolj naseljena občina v avtonomni skupnosti oz. sedemnajsta v državi. Mesto je glavno mesto istoimenske province, ki je od 16. do 19. stoletja služilo tudi kot politična prestolnica Kraljevine Galicije  in med letoma 1833 in 1982 kot regionalno upravno središče, preden jo je zamenjal Santiago de Compostela.
A Coruña je pomembno pristanišče ob rtu v Golfo Ártabro, velikem zalivu v Atlantskem oceanu. Je glavno industrijsko in finančno središče severne Galicije in je sedež univerze Universidade da Coruña.

## Ime

### Izvor
Ni jasnih dokazov, od kod izvira ime. Zdi se, da je iz Crunia, neznanega izvora in pomena. V času Ferdinanda II. Leonskega (vladal 1157–1188) je bilo ime Crunia prvič dokumentirano. Kot običajno v galicijsko-portugalskem jeziku (pa tudi v kastiljski španščini) se je skupina ni naravno razvila v zvok nn, zapisan ñ, nn ali nh v starem galicijskem pravopisu, nn v španščini (kasneje skrajšano na ñ, tako kot izvirnik Latinska skupina "nn") in nh v portugalskem in alternativnem galicijskem črkovanju. "A" je galicijsko-portugalski člen in kastiljsko špansko la.
Ena etimologija predlaga da Crunia izhaja iz francoskega mesta Cluny. V času vrhunca (ok. 950 – okoli 1130) je klinijsko versko gibanje postalo v Evropi zelo izrazito. V provinci Burgos je še eno mesto z imenom Coruña.
Verjetnejša je možnost, da ime preprosto pomeni 'krona', kar je v galicijščini A Coroa, v španščini pa La Corona. Manj verjetno je, da izvira iz galicijske besede clunia. Ime naj bi izviralo iz grške Κορώνα - krona, ki se nanaša na krono Gerjona, ki jo je Herkul pokopal pod svetilnikom, ki ga je zgradil njemu v čast. Junak Herkul je po treh dneh in treh nočeh neprekinjenega boja ubil velikana tirana Gerjona. Hercul je nato - po keltski navadi - z orožjem zakopal glavo Gerjona in ukazal, da se na tem mestu zgradi mesto. Svetilnik na vrhu lobanje in križnih kosti, ki predstavljajo zakopano glavo Herkulovega sovražnika, se pojavi v grbu mesta La Coruña (Loukeris (2019).
Razvoj v portugalskem jeziku opozarja na latinsko besedo Colonya kot njen izvor, kjer se je L spremenil v R, ki se pogosto pojavlja v portugalščini, na primer v brazilskih podeželskih območjih zunaj okolja mest in naselij. Podoben dogodek je danes mogoče najti v Coronie, surinamskem mestu, ki je prav tako nastalo izven portugalskega sistema.
Ljudska etimologija napačno izhaja Coruña iz starodavne columna ali Herkulovega stolpa.

### Uporaba
Uradna oblika imena v Španiji je zdaj galicijska: A Coruña, čeprav mnogi Španci še naprej uporabljajo La Coruña. Nekatere skupine ljudi so se zavzemale za dvig reintegracionističnega črkovanja Corunha v uradni status, pri čemer so opozorile na določbe španske ustave iz leta 1978 in trdile, da je neustavno določiti uporabo pravopisa Real Academia Galega, vendar so leta 2018 ni bil uspešen.

## Geografija
A Coruña leži na polotoku katerega ožino je včasih tvoril le majhen nasip peska. Erozija in morski tokovi so povzročili postopno kopičenje peska in ga povečali na sedanje dimenzije.

### Podnebje
A Coruña ima toplo-poletno sredozemsko podnebje (Csb) v  Köppnovi podnebni klasifikaciji, čeprav nanj močno vpliva Atlantski ocean. Jesen je običajno blaga s spomladanskimi temperaturami, vendar je zima pogosto nemirna in nepredvidljiva, z močnim vetrom in obilnimi padavinami, ki prihajajo iz atlantskih depresij in je pogosto oblačno. Ocean ohranja blage temperature, zmrzal in sneg sta izjemno redka. Dejansko mesto od januarja 1987 ni dobilo večjih snežnih padavin. A Coruña leži v coni odpornosti rastlin 10b.
Poletja so večinoma sončna, z občasnimi padavinami, običajno v obliki rosišča; temperature so visoke, vendar redko neprijetno vroče zaradi hladnega vpliva morja podnevi, najpogosteje med julijem in septembrom okoli 22 ° C.
Pomlad je običajno hladna in dokaj mirna. Tudi najtoplejši zabeleženi mesec je bil relativno umirjen, to je bil avgust 2003 s povprečno visoko temperaturo 25 ° C. Temperature nad 25 ° C se poleti pojavljajo več dni, medtem ko so temperature nad 30 ° C redke.

### Administrativne enote

#### Župnije
Coruña ima pet župnij ali parokij: La Coruña, San Vicente de Elviña, Santa María de Oza, San Cristóbal das Viñas in San Pedro de Visma.

#### Okrožja
- Cidade Vella (Old town)
- A Mariña
- Os Cantóns
- Pescaría (Pescadería)
- Ensanche
- Cidade Xardín
- Riazor
- Catro Camiños
- A Gaiteira
- Os Mallos
- Zalaeta-Orzán
- Torre-As Atochas
- Monte Alto
- As Lagoas
- Falperra–Santa Lucía
- Juan Flórez–San Paulo
- Os Castros
- A Agra do Orzán
- O Peruleiro
- A Agrela
- Sagrada Familia-Campo de Vionho
- Labañou–San Roque
- Barrio das Flores
- Elviña
- O Ventorrillo
- O Castrillón
- As Durmideiras
- O Birloque
- O Martinete
- Matogrande
- As Roseiras (Rosales)
- Paseo das Pontes
- Mesoiro
- Novo Mesoiro
- Someso
- Eirís
- Monelos
- San Cristovo das Viñas
- San Pedro de Visma
- San Vicenzo de Elviña
- Bens
- Nostián
- O Portiño
- A Silva–San Xosé
- Palavea
- Santa Xema
- Casabranca–As Xubias
- Feáns
- A Zapateira
- Santa Margarida

## Zgodovina

### Predzogovina
A Coruña se je s polotoka, kjer stoji Herkulov stolp, razširila na celino. Najstarejši del, v galicijščini popularno znan kot Cidade Vella (staro mesto), Cidade Alta (visoko mesto) ali Cidade (mesto), je zgrajen na starodavnem keltskem castru. Domnevno so ga naselili Briganti in Artabrijci, keltska plemena tega območja.

### Rimsko obdobje
Rimljani so v to regijo prišli v 2. stoletju pred našim štetjem; izkoristili strateški položaj in mesto je kmalu postalo precej pomembno v pomorski trgovini. Leta 62 pred našim štetjem je zaradi trgovine s kovino v mesto (takrat znano kot Brigantium) prišel Julij Cezar in vzpostavil trgovino s sedanjo Francijo, Anglijo in Portugalsko. Mesto je začelo rasti predvsem v 1. in 2. stoletju (ko je bil zgrajen Farum Brigantium - Herkulov stolp), vendar je po 4. stoletju nazadovalo, zlasti z vdori Vikingov, ki so prebivalstvo prisilili v beg proti notranjosti estuarija O Burgo.

### Srednji vek
Po padcu Rimskega cesarstva je imela A Coruña še vedno trgovsko pristanišče, povezano s tujimi državami, vendar so stike s Sredozemljem počasi nadomestili bolj usmerjeni v Atlantik. Proces deurbanizacije, ki je sledil padcu Rimskega cesarstva, je vplival tudi na A Coruño. Med 7. in 8. stoletjem je bilo mesto le majhna vasica delavcev in mornarjev.
Chronica iriense iz 11. stoletja imenuje Faro do Burgo (antično ime A Coruñe) kot eno od škofij, ki jih je kralj Svebov, Miro. leta 572 podelil episkopatiji Iria Flavia:
»Mirus Rex Sedi suae Hiriensi contulit Dioceses, scilicet Morratium, Salinensem, (...) Bregantinos, Farum...«
[Kralj Miro je svojemu sedežu Irienses podelil škofije Morrazo, Salnés (...). Bergantiños, Faro ...]
Vdor muslimanov na Iberski polotok ni pustil arheoloških dokazov na severozahodu, zato ni mogoče reči, ali so ti kdaj dosegli mesto. Ker je muslimanska vladavina v začetku 8. stoletja v Galiciji sestavljala le kratkotrajno prevlado v oddaljeni in razgibani regiji, ki jo je podpiralo nekaj garnizonov, mesto pa ni bilo nič drugega kot vas med rimskimi ruševinami, so napadalci pokazali enako pomanjkanje zanimanja v uničenem mestu, kot so to na splošno počeli za regijo.
Ko se je mesto v srednjem veku začelo obnavljati, so bili glavni problem prebivalcev normanski vpadi, pa tudi vedno prisotna grožnja napadov iz Al Andaluza iz juga. V 9. stoletju je bilo na mesto, takrat imenovano Faro ali Faro Bregancio, več napadov Vikingov,.
Leta 991 je kralj Bermudo II. Leonski začel graditi obrambne vojaške položaje na obali. Na Faru, na ruševinah Herkulovega stolpa, je bila zgrajena trdnjava, ki je imela stalno vojaško posadko. Da bi to plačal, je oblast nad mestom dal škofu Santiaga. Škof v Santiagu je postal najpomembnejši politični položaj v Galiciji in je tako ostal do 15. stoletja.
Leta 1208 je Alfonz IX. Leonski ponovno ustanovil mesto Crunia. Mestu so bili podeljeni nekateri privilegiji, na primer izkrcanje in prodaja soli brez plačila davkov, uživalo je veliko rast v ribištvu in trgovskem prometu. Mesto je raslo in se razširilo preko ožine. Leta 1446 je Janez II. Kastiljski podelil A Coruñi naziv »mesto«. Katoliška kralja sta namesto Santiaga ustanovila Real Audiencia (pritožbeno sodišče) Kraljevine Galicije. A Coruña je postala tudi sedež generalne kapetanije. Kasneje, leta 1522, je Karel V. Habsburški mestu A Coruña podelil dovoljenje za ustanovitev Hiše začimb (Casa de la Especiería), saj je to pristanišče izbral Jofre Garcia de Loysa za svojo odpravo za osvajanje Molukov.
V poznem srednjem veku, pred izgonom Judov leta 1492, je uspešna judovska skupnost v mestu ustvarila bogato umetniško dediščino. Najbolj razkošno iluminirana hebrejska Biblija v srednjeveški Španiji je nastala v A Coruñi leta 1476. Znana kot Kennicottova Biblija, je trenutno shranjena v Bodleianovi knjižnici v Oxfordu.

### 16. do 18. stoletje
V novem veku je bilo mesto pristanišče in središče za proizvodnjo tekstila. Leta 1520 se je španski kralj Karel I. sestal na dvoru A Coruñe in se iz tega pristanišča odpravil na kronanje za cesarja Svetega rimskega cesarstva (kot Karel V.). Med letoma 1522 in 1529 je vladi Kraljevine Galicije z uporabo hiš začimb dovolil distribucijo začimb po Evropi. Trgovina z Indijami je bila dovoljena med letoma 1529 in 1575. Grad San Antón je bil zgrajen kot obramba mesta in njegovega pristanišča.
Iz pristanišča Ferrol v provinci A Coruña se je Filip II. Španski leta 1554 odpravil poročiti z Marijo Tudor, precej kasneje, leta 1588, pa je iz istega pristanišča odplula španska armada proti španski Nizozemski in Angliji.
Naslednje leto je med anglo-špansko vojno Francis Drake oblegal A Coruño, vendar je bil odvrnjen, pri čemer se je začela legenda o Maríi Pita, ženski, ki je vzela kopje svojega mrtvega moža, ubila zastavonošo britanskih sil in zbrala podporo in sovražniku onemogočila prehod v obzidju.
V 16. in 17. stoletju so vojne španske monarhije povzročile veliko povečanje davkov in začetek vojaškega roka. Leta 1620 je Filip III. Španski ustanovil šolo morskih fantov (Muchachos del Mar). Leta 1682 je arhitekt Antúnez restavriral Herkulov stolp.

### 19. stoletje
A Coruña je bila mesto bitke pri Coruñi med polotoško vojno, 16. januarja 1809, v kateri so se britanske čete borile proti Francozom, da bi krile vkrcanje britanskih čet pri njihovem umiku. V tej bitki je bil ubit sir John Moore.
Španski upor med polotoško vojno je vodil Sinforiano López, A Coruña pa je bilo edino galicijsko mesto, ki je uspelo proti francoskim četam. Francoske čete so konec maja 1809 zapustile Galicijo.
V 19. stoletju je bilo mesto središče antimonarhističnega razpoloženja. 19. avgusta 1815 se je Juan Díaz Porlier izjavil proti Fernandu VII. Španskem v obrambo španske ustave iz leta 1812. Podprli so ga meščanstvo in izobraženi ljudje. Toda 22. avgusta so ga izdali. Dva meseca kasneje so ga obesili v Campo da Leña. V vseh uporih 19. stoletja je La Coruña podpirala liberalno stran. A Coruña je imela tudi pomembno vlogo v Rexurdimentu (galicijski vstaji za oživitev galicijskega jezika), leta 1906 sta bili ustanovljeni Galicijska kraljeva akademija in leta 1916 Bratovščina galicijskega jezika.
Kar zadeva gospodarstvo, je bila leta 1804 ustanovljena Nacionalna tovarna cigaret in tam je nastalo delavsko gibanje mesta. V 19. stoletju so se počasi ustanavljala druga podjetja (steklo, livarne, tekstil, plin, vžigalice itd.), Vendar sta pomorska trgovina in potovanja migrantov pritegnila katalonske, belgijske, francoske in angleške naložbe. Banka A Coruña je bila ustanovljena leta 1857. Nova delitev province iz leta 1832 je vplivala tudi na gospodarski razvoj.

### 20. in 21. stoletje
V začetku 20. stoletja je imela A Coruña približno 45.000 prebivalcev. Velika depresija, španska državljanska vojna je močno prizadela gospodarstvo od 1930-ih do sredine 1950-ih. V 1960-ih in zgodnjih 1970-ih letih je prišlo do dramatičnega gospodarskega okrevanja, ki je bilo del širšega španskega čudeža. Tako kot drugod v Galiciji je tudi A Coruña pritegnila ogromen priliv prebivalcev podeželja, ki govorijo galicijsko, v svoje hitro razvite soseske. Obdobje med letoma 1960 in 1980 se je v večini mestnih predelov spremenilo iz kmetijskih stanovanj v mestna okrožja. Mednarodni naftni šoki sredi in poznih 1970-ih let so močno uničili gospodarstvo, povzročili so številne stečaje in visoko brezposelnost do sredine 1980-ih ko se je začel počasnejši, a stabilen gospodarski razvoj.
Na španskih splošnih volitvah leta 1931 so vse politične stranke vedele, da imajo volilni rezultati pomembne politične posledice. Kampanja Unión Monárquica je bila v A Coruñi zelo pomembna in jo je podpiral El Ideal Gallego. Republikanci in socialisti so tvorili blok, sestavljen iz ORGA, neodvisnih republikancev, Španske socialistične delavske stranke (PSOE) in Radikalne socialistične republikanske stranke.
Na volitvah so republikanske stranke dobile 34 od 39 svetniških mest. Najboljši rezultati so bili ORGA in Partido Radical Socialista, Radikalna republikanska stranka pa je izgubila veliko podpore.

## Prebivalstvo
Po osamosvojitveni vojni (1808–1814) se je bogastvo Ferrola začelo slabšati. Največje pristanišče na severu Španije, kraj Reales Astilleros de Esteiro, enega od treh kraljevih pristanišč skupaj s Cartageno in Cádizom, je v času vladavine Ferdinanda VII. postalo skoraj "mrtvo" mesto. Do leta 1833 se je mestno in prebivalstvo pomorske postaje Ferrol zmanjšalo na 13.000. Med upravljanjem markiza Molina, ministra za pomorske zadeve sredi 19. stoletja, so se pojavile nove dejavnosti, vendar se Ferrol ni nikoli v celoti vrnil v nekdanjo slavo. V teh letih se je večini španskih kolonij v Latinski Ameriki uspelo osamosvojiti od svoje nekdanje metropole.
Prebivalstvo mesta La Coruña je leta 1900 doseglo 43.971, preostalo prebivalstvo province, vključno z mestno in pomorsko postajo bližnjega Ferrola, pa tudi Santiago de Compostela, je štelo 653.556 ljudi. Čudežna rast A Coruñe se je zgodila po španski državljanski vojni po podobni hitrosti kot v drugih večjih galicijskih mestih, vendar je bilo to po smrti Francisca Franca, ko je mesto A Coruña (in Vigo) za seboj pustila vsa druga galicijska mesta.
Meteorsko povečanje števila prebivalcev mesta A Coruña v letih, ki so sledila španski državljanski vojni sredi 20. stoletja, je spremljalo upad vasi in zaselkov v provinci, ko se je razvila.
Občina A Coruña ima 244.810 prebivalcev in gostoto prebivalstva okoli 6700 prebivalcev na kvadratni kilometer.
Leta 2010 je v mestu živelo 12.344 tujcev, kar je predstavljalo 5 % celotnega prebivalstva. Glavne narodnosti so bili Brazilci (10 %), Kolumbijci (8 %) in Perujci (7 %).
Po podatkih iz leta 2008 7,75 % prebivalstva govori vedno v galicijščini, 36 % jih govori vedno v španščini, ostali pa uporabljajo oba zamenljivo.
Metropolitansko območje A Coruña ima skoraj 400.000 prebivalcev.

## Znamenitosti
Mesto je kraj rimskega Herkulovega stolpa, svetilnika, ki neprekinjeno obratuje od verjetno 2. stoletja našega štetja. UNESCO ga je razglasil za svetovno dediščino. Obdan je z velikim javnim parkom z igriščem za golf in tako imenovanim Moorjevim pokopališčem (Cemiterio do Moro v galicijščini, Cementerio del Moro v španščini), zgradbo, v kateri pravzaprav nikoli ni bilo pokopov, kjer je danes muzej Casa das Palabras (galicijska hiša besed). Svetilnik je glavni simbol mestne zastave in grba.
Mesto je znano tudi po značilnih zastekljenih balkonih, imenovanih galerías. Prvotno je ta vrsta strukture nastala kot rešitev pomorske arhitekture za zahtevno vreme, posebej zasnovana za deževne dni. Ta moda se je začela v bližnjem Ferrolu v 18. stoletju, ko so nekateri tehniki, ki so delali za Real Astillero de Esteiro (kraljeva ladjedelnica Esteiro), imeli idejo o uporabi oblike hrbta vojaške ladje v sodobni zgradbi. Kmalu zatem je večina morskih pristanišč na severu Španije te zastekljene balkone dodala svojim hišam v mestnih pristaniščih.
Staro mestno jedro (Ciudad Vieja v španščini, Cidade Vella v galicijščini) je ime najstarejšega dela A Coruñe. V 9. in 10. stoletju so prebivalci tedanjega otoka Faro (polotok, kjer stoji Herkulov stolp) zaradi nenehnih napadov flote Vikingov zapuščali območje in se naselili na območju Betanzosa. Leta 1208 je kralj Alfonz IX. ponovno zasnoval mesto na sedanjem mestu starega mestnega jedra in ga dal pod svoj osebni nadzor, brez zvestobe duhovnikom ali fevdalcem. V 14. stoletju so zgradili komaj še ohranjeno mestno obzidje starega mestnega jedra in tri pristanišča. Ohranja tudi trdnjavo, imenovano Stara trdnjava, zdaj spremenjena v Park San Carlos, v katerem je pokopan sir John Moore. Staro mesto A Coruña je ohranilo ulice in trge, ki oživljajo mestno zgodovino ter plemenite dvorce in rezidence, kot je hiša Rosalia de Castro, ki stoji na ulici Prince. Pomembne stavbe so Kraljeva galicijska akademija (Real Academia Galega, RAG), ustanova, namenjena preučevanju galicijske kulture in zlasti galicijskega jezika, romanske cerkve sv. Jakoba in sv. Marije, samostan As Bárbaras (romanska in baročna arhitektura) ter sedež Operativne logistične sile Španske vojske. Julija na ulicah starega mesta poteka srednjeveški sejem.
Mesto ima več muzejev, kot so arheološki muzej na gradu San Antón, muzej likovnih umetnosti in mreža znanstvenih muzejev (Casa das Ciencias, ki vključuje tudi planetarij, DOMUS, ki ga je izdelal Arata Isozaki in Aquarium Finisterrae). Leta 2012 je Narodni muzej znanosti in tehnologije (MUNCYT) odprl podružnico v mestu. Družbena scena A Coruñe je najbolj priljubljena v poletnih nočeh. Večina barov in klubov je na Rua do Orzán, ki poteka neposredno vzporedno s Paseo Maritimo ob plaži. Druga priljubljena destinacija, za večinoma bolj mladostno množico, je Os Xardins, park ob začetku Rúa Real in nakupovalno središče Os Cantons Village.

### Trgi, parki in plaže
- Trg María Pita, najpomembnejši trg v mestu. Pomembni znamenitosti sta mestna hiša in kip lokalne junakinje Marie Pite. V bližini je tudi cerkev svetega Jurija, kjer je bila leta 1901 prva istospolna poroka v Španiji med Elizo in Marcelo, ki je podlaga za istoimenski film Elisa & Marcela.
- Gora San Pedro Park, nekdanje vojaško območje, s pogledom na mesto in rias. Dostop za obiskovalce je po cesti ali z dvigalom s sprehajališča. Ima kavarno, igrišča, vrtove in tri obnovljene artilerijske dele.
- Sprehajališče (Paseo Marítimo) je dolgo devet kilometrov, eno največjih v Evropi. Poteka po mestnem rtu, mimo znamenitosti, kot so Akvarij, Estadio Riazor in Herkulov stolp. Včasih je deloval turistična tramvaj, odprt med letoma 1997 in 2002, ki je po iztirjenju leta 2011 prenehal delovati.[15]
- Poleti sta plaži Orzán in Riazor izjemno priljubljeni destinaciji; sta neposredno nasproti pristanišča v osrednjem delu mesta. Med praznovanjem Maríe Pite, ki poteka ves avgust, je Riazor prizorišče Noroeste Pop Rock Festivala, brezplačnega glasbenega festivala s skupinami iz Španije in tujine (v zadnjih izdajah so na njem igrali Amaral, David Bisbal, Joe Cocker ali Status Quo ). Druge manjše plaže v mestu so As Lapas po Herkulovem stolpu, O Matadoiro poleg Orzana, San Amaro in Oza.

## Gospodarstvo
A Coruña je danes najbogatejša regija Galicije in njen gospodarski motor. V zadnjih nekaj desetletjih je prišlo do različnih sprememb v strukturi mesta - zdaj si deli nekatere upravne funkcije z bližnjim mestom Ferrol. Podjetja so rasla, zlasti v sektorjih, kot so finance, komunikacije, načrtovanje, prodaja, proizvodnja in tehnične storitve, zaradi česar je A Coruña najbogatejše metropolitansko območje Galicije. Pristanišče samo iztovarja velike količine svežih rib in s povečanjem drugih pristaniških dejavnosti, kot sta surova nafta in razsuti tovor, ki predstavlja 75 % prometa v pristaniščih v Galiciji.
Leta 1975 je oblačilno podjetje Zara, ki ga je ustanovil Amancio Ortega Gaona, odprlo svojo prvo trgovino na svetu v tem mestu in od takrat postalo nacionalna in mednarodna veriga oblačil.
Inditex, glavni svetovni proizvajalec tekstila, ima sedež v bližnjem mestu Arteixo. A Coruña koncentrira 30 % BDP Galicije, v obdobju med letoma 1999 in 2001 pa se je povečal za 35 % in presegel Vigo, ki je bil tradicionalno gospodarsko močnejši. Druga pomembna mestna podjetja so Banco Pastor (v lasti Banco Popular Español), Banco Etcheverría (najstarejša v Španiji), pivovarna Hijos de Rivera, Abanca, R Cable Operator, rafinerija Repsol, elektrarna na kombinirani cikel plina, tovarna General Dynamics, Tovarna aluminija Alcoa in La Voz de Galicia, konservativni dnevni časopis v španskem jeziku, tisti z največjo naklado v Galiciji. A Coruña je tudi pomembno maloprodajno središče. El Corte Inglés, glavna veriga veleblagovnic v Španiji, ima v mestu dva centra, enega od njih v novem trgovskem območju Marineda City, ki je bil odprt aprila 2011, eno največjih nakupovalnih središč v EU, ki med drugim vključuje tudi druge, trgovine IKEA in Decathlon, kinodvorane, drsališče, kegljišče in kartdrom. Druge verige hipermarketov, prisotne v mestu, so Carrefour (dva centra), Hipercor in Auchan (v Španiji znan kot Alcampo).
V zadnjih nekaj letih je bil poudarek na boljšem dostopu in infrastrukturi, zlasti na kulturnem, športnem, prostočasnem in znanstvenem področju. Po velikem razlitju nafte, ko je Aegean Sea razpadla in eksplodirala, so bila za obnovo obale in krepitev turističnega sektorja uporabljena znatna sredstva. Vse to je ponovno potrdilo obstoječi značaj mesta kot središča za upravo, prodajo, pristaniške dejavnosti, kulturo in turizem. Mesto ima tudi regionalno letališče, ki ga je leta 2015 uporabljalo 1.025.688 potnikov.

### Turizem
Turizem v A Coruñi se je v zadnjih letih povečal na točko, da sprejme 62 križark na leto.
Dve glavni plaži La Coruña (Orzán in Riazor) sta v osrčju mesta in mejita na zgornjo promenado. Zaradi te lokacije sta odlični atrakciji za turiste, saj sta večino leta tudi stičišče deskarjev. Poleg tega ima mesto še druge plaže, kot so As Lapas, San Amaro, Oza in Matadoiro. Te štiri plaže, skupaj z Riazorjem in Orzanom, so bile leta 2011 priznane z modro zastavo.
Pomemben praznik je v noči na San Xoán-Seaone (sv. Janez) , ki ga praznujejo z velikim ognjemetom, parado, kresovi in starodavnimi kresovi na vseh mestnih plažah do zore.
Mesto ima razvejano mrežo hotelov s ponudbo več kot 3000 prostih mest za hotele. Obstaja en hotel s petimi zvezdicami in 11 hotelov s štirimi zvezdicami ter številni drugi hoteli in hostli. Mesto se osredotoča tudi na poslovni turizem, saj ponuja kongresni in razstavni center PALEXCO s prostorom za več kot 2500 ljudi; novo sejemsko središče, EXPOCORUÑA, kraj koncertov, razstav in festivalov, kot je Sónar.
Mesto leži tudi na angleški različici poti, poti Camino de Santiago.

## Pobratena mesta
La Coruña je pobratena z:
- Limerick, Irska
- Brest, Francija
- Turku, Finska
- Lavras, Brazilija